# Juknaičiai (Šilutė)
Juknaičiai (deutsch Jugnaten) ist ein Dorf im litauischen Bezirk Klaipėda. Der Ort ist Zentrum des Amtsbezirks (Seniūnija) Juknaičiai und gehört zur Rajongemeinde Šilutė.

## Geographische Lage

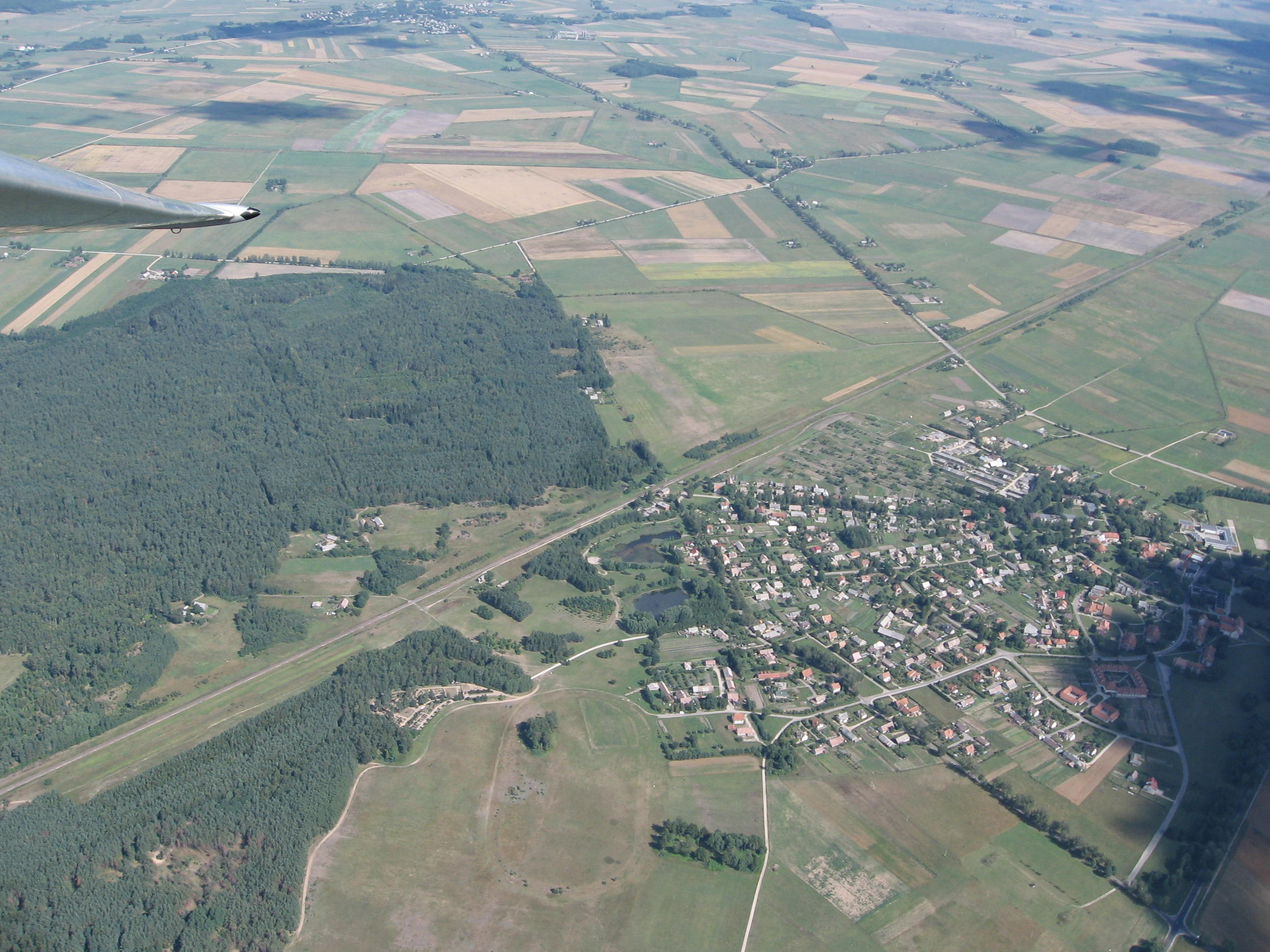
Luftbild von Juknaičiai

Juknaičiai liegt im Südwesten Litauens, im ehemaligen Memelland, etwa neun Kilometer südwestlich des Gemeindesitzes Šilutė. Am südwestlichen Ortsrand passiert die Nationalstraße 141, die Kaunas mit Klaipėda verbindet. Juknaičiai hat einen Haltepunkt an der Bahnstrecke Sowetsk–Klaipėda, auf welcher der Personenzugverkehr allerdings seit 2011 eingestellt ist.

## Geschichte
Seit 1874 gehörte Jugnaten (offenbar) zum Amtsbezirk Wieszen im (Land)kreis Heydekrug.
Seit der Eingliederung in die Litauische Sozialistische Sowjetrepublik ist Juknaičiai stets Sitz eines Verwaltungsbezirks gewesen; seit 1945 einer Gemeinde (lit. valsčius), seit 1950 eines Umkreises (lit. apylinkė) und seit 1995 eines Amtsbezirks. Als solcher bekam der Ort im Jahr 2008 ein Wappen.

### Einwohnerentwicklung
| Jahr | Einwohner |
| ---- | --------- |
| 1910 | 0439      |
| 1959 | 0231      |
| 1970 | 0259      |
| 1979 | 0715      |
| 1989 | 1206      |
| 2001 | 1106      |
| 2011 | 0892      |

## Infrastruktur
In Juknaičiai gibt es eine Hauptschule.

## Sehenswürdigkeiten
In der ehemaligen Musterkolchose existiert noch ein 1985 von den Architekten S. Kalinka und P. Grecevičius entworfenes Erholungszentrum. Im Inneren des Gebäudes befindet sich eine Glasskulptur von Algimantas Stoškus, Bleiglasfenster von Konstantinas Šatūnas und das Fresko Die Erntefeier von Angelina Banyté.

## Söhne und Töchter des Ortes
- Horst Skodlerrak (* 18. Januar 1920; † 13. Oktober 2001), deutscher Maler
- Regina Eitmonė (* 7. Dezember 1961), Politikerin

## Amtsbezirk Juknaičiai

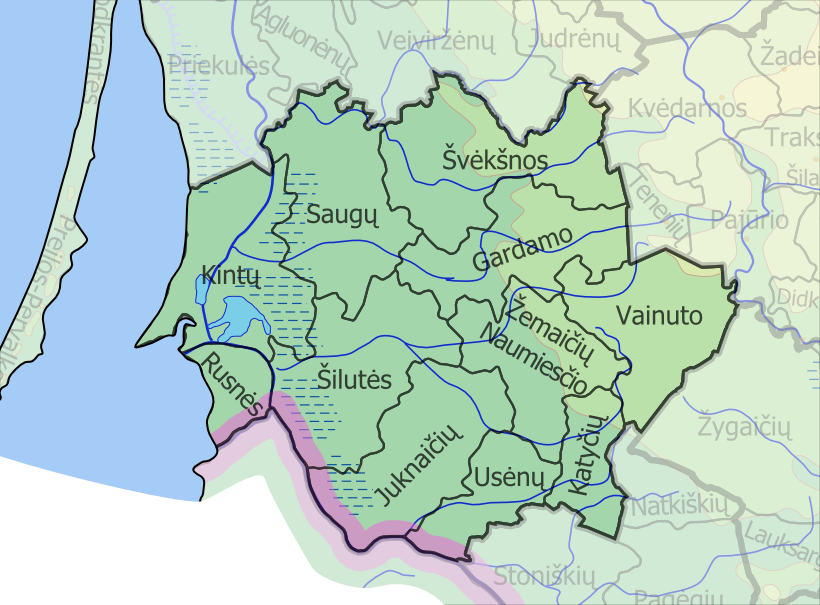
Die Lage des Amtsbezirks Juknaičiai im Süden der Rajongemeinde Šilutė

Seit 1995 besteht die Juknaičių seniūnija, die zur Rajongemeinde Šilutė gehört. Im Amtsbezirk sind 26 Dörfer mit insgesamt 2466 Einwohnern auf einer Fläche von 160 km² zusammengeschlossen (Stand 2011). Der Amtsbezirk ist seit 2009 in die elf Unterbezirke (lit. Seniūnaitija) Drunšilių seniūnaitija, Juknaičių I seniūnaitija, Juknaičių II seniūnaitija, Kanteriškių seniūnaitija, Leitgirių seniūnaitija, Menklaukių seniūnaitija, Paleičių seniūnaitija, Pašyšių seniūnaitija, Rumšų seniūnaitija, Šėrių seniūnaitija und Tarvydų seniūnaitija eingeteilt. Zum Amtsbezirk gehören:
| Ortsname     | deutscher Name | Unterbezirk        |  | Ortsname    | deutscher Name         | Unterbezirk  |
| ------------ | -------------- | ------------------ |  | ----------- | ---------------------- | ------------ |
| Domaičiai    | Heydeberg      | Leitgiriai         |  | Okslindžiai | Okslinden              | Menklaukiai  |
| Drunšiliai   | Dronszeln      | Drunšiliai         |  | Paleičiai   | Paleiten               | Paleičiai    |
| Girininkai   | Girreningken   | Paleičiai          |  | Pašyšiai    | Paszieszen             | Pašyšiai     |
| Gurgždžiai   | Gurgsden       | Drunšiliai         |  | Piktaičiai  | Piktaten               | Rumšai       |
| Jakšteliai   | Jagstellen     | Kanteriškiai       |  | Rumšai      | Rumschen               | Rumšai       |
| Juknaičiai   | Jugnaten       | Juknaičiai I u. II |  | Skieriai    | Neusaß-Sköries         | Menklaukiai  |
| Kanteriškiai | Kanterischken  | Kanteriškiai       |  | Šėriai      | Neusaß-Scheer          | Šėriai       |
| Klugonai     | Klugohnen      | Juknaičiai I       |  | Šilininkai  | Groß Schilleningken    | Paleičiai    |
| Kūgeliai     | Kugeleit       | Šėriai             |  | Šilviai     | Schillwen              | Drunšiliai   |
| Kūlynai      | Kuhlins        | Paleičiai          |  | Tarvydai    | Minneiken u. Tarwieden | Tarvydai     |
| Leitgiriai   | Leitgirren     | Leitgiriai         |  | Tautiškiai  | Tautischken            | Drunšiliai   |
| Menklaukiai  | Mankuslauken   | Menklaukiai        |  | Vaitkaičiai | Woitkaten              | Menklaukiai  |
| Naujininkai  | Neusaß-Gritzas | Menklaukiai        |  | Vyžiai      | Wieszen                | Juknaičiai I |